# Deres szittyó
A deres szittyó (Juncus inflexus) a perjefélék családjába tartozó, szinte az egész világon elterjedt, vizek mentén élő növényfaj. 

## Megjelenése
A deres szittyó 30-80 cm magas, lágyszárú, évelő növény. Többnyire sűrű, tömött nyalábokban nő. 1,5-3 mm vastag szára hengeres, belül üreges, szaggatottan, fiókosan szivacsos anyaggal kitöltött. A szár töve fénylő gesztenyebarna. Levelei is hengeresek. Az egész növény színe kékes-zöldesszürke. A virágos szár levéltelen. 
Júniustól augusztusig virágzik. A max. 5 cm hosszú ecsetvirágzat látszólag oldalt álló fejecskéi sokvirágúak, színük a szalmasárgától a vörösbarnáig terjed. A lepellevelek szálas-lándzsásak, hegyes végűek, majdnem ár alakúak. 
Sötét gesztenyebarna toktermése háromélű, hegyes végű, 2,5-4 mm hosszú.  
Kromoszómaszáma 2n=40.

## Elterjedése és életmódja
Eurázsiában, valamint Észak- és Dél-Afrikában őshonos. Észak-Amerikába, Ausztráliába és Új-Zélandra behurcolták. Magyarországon gyakori faj a vizes élőhelyeken.
Vizes élőhelyen, folyók, tavak mentén, mocsarakban, ártéri területeken, nedves réteken található meg. Kb. 10 cm mély vízben is megél. Magról vagy gyöktörzse sarjadzásával, vegetatívan szaporodik.

## Jelentősége
A deres szittyót dísznövényként kerti tavak mellé ültetik. Ismert csavarodó levelű "afro" változata is.
A növények minden része 30-35%-nyi szilícium-dioxidot, kevés szaponint és illóolajakat tartalmaz. Ha a legelő állatok elfogyasztják, gyomor- és bélgyulladást, hasmenést, görcsöket, látási zavarokat okozhat, elsősorban a szarvasmarhák esetében.     

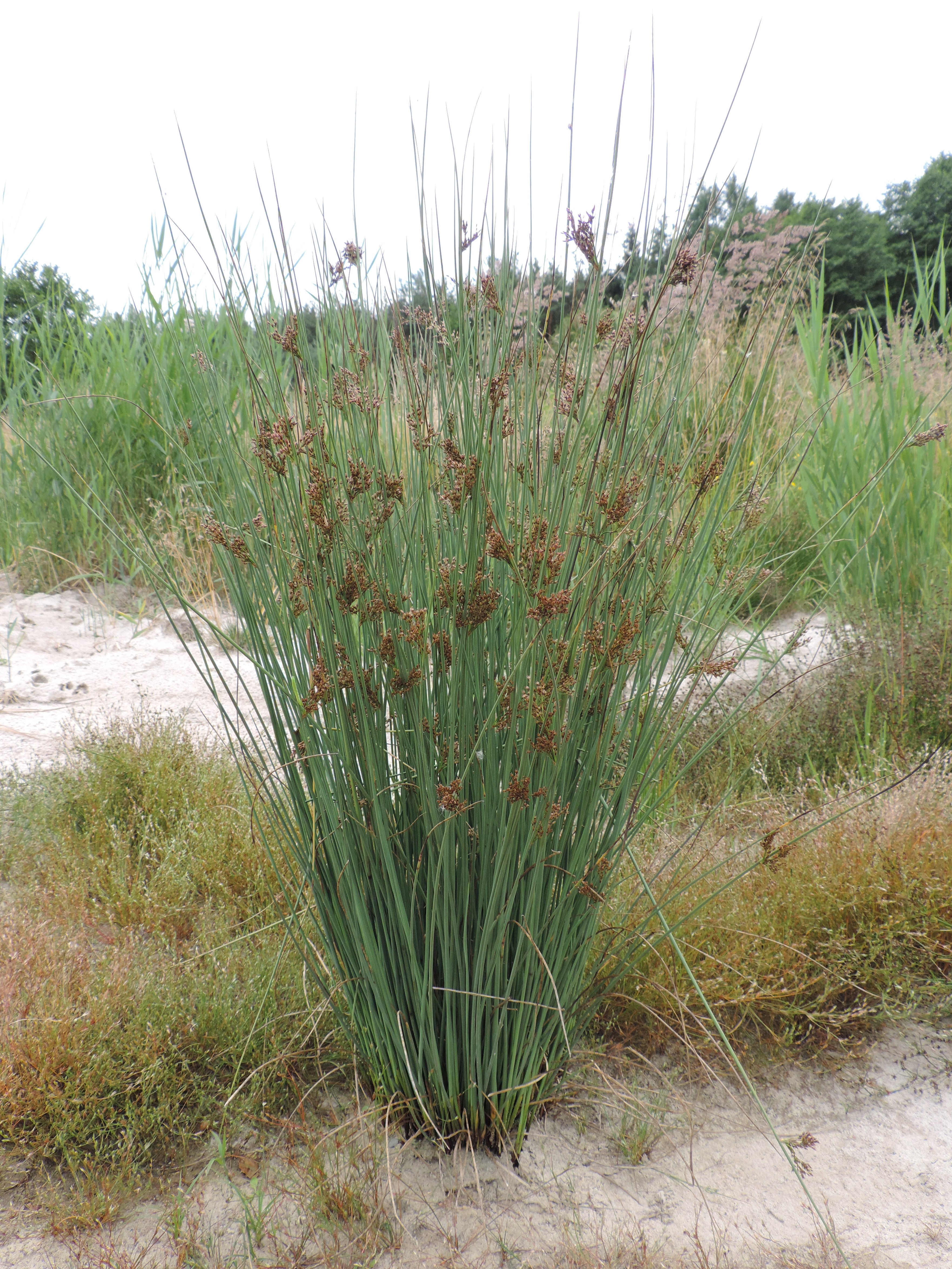
Habitusa
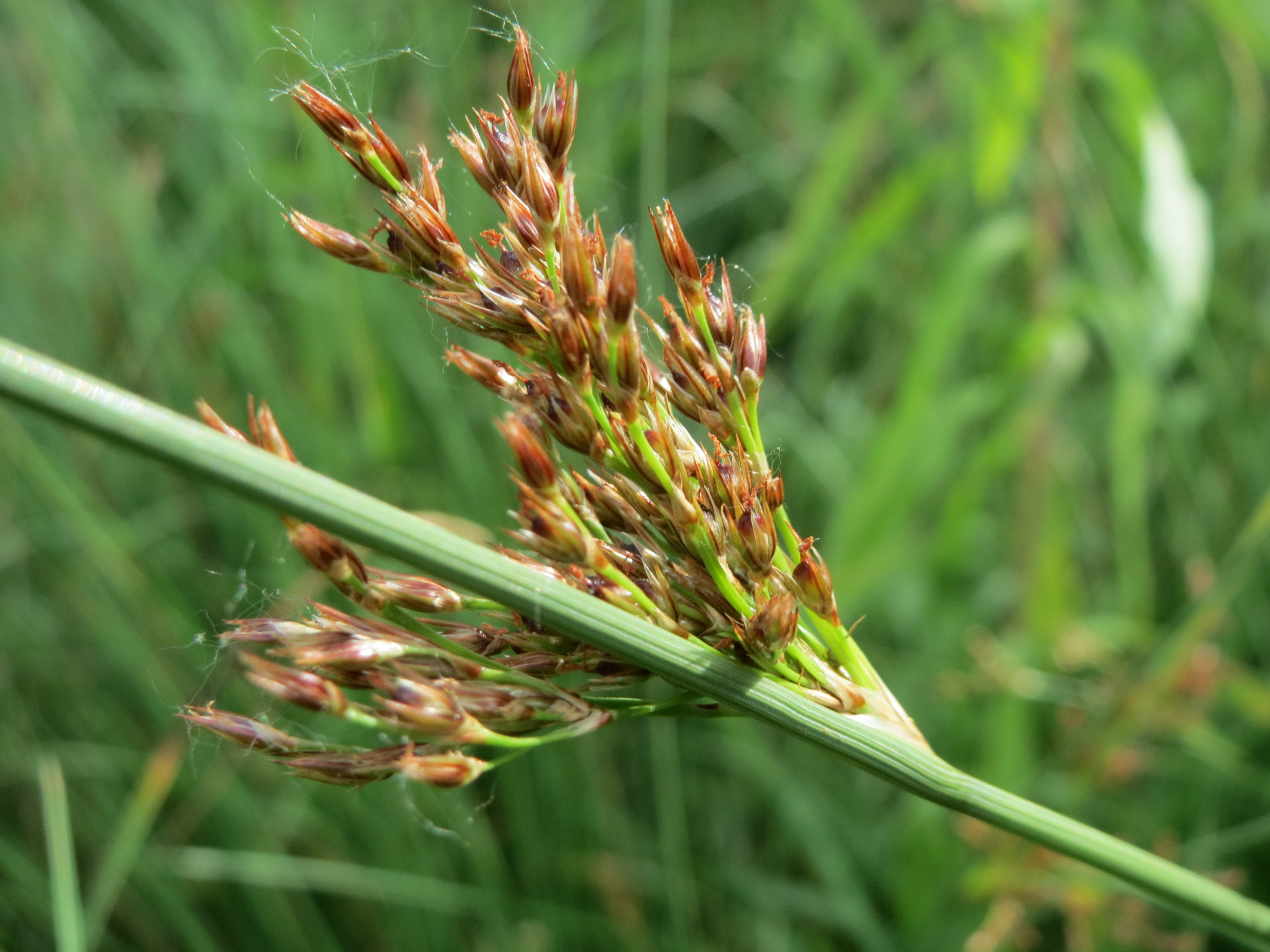
Virágzata
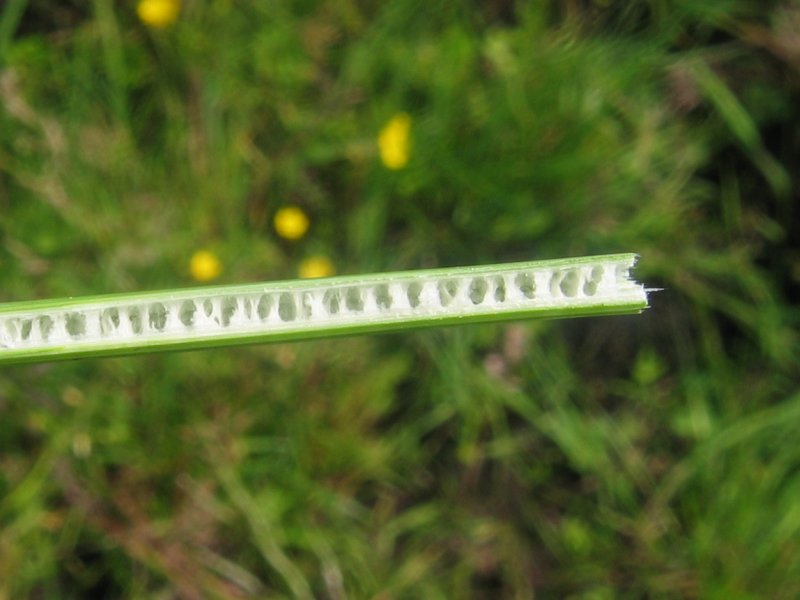
Levegőtartó belseje
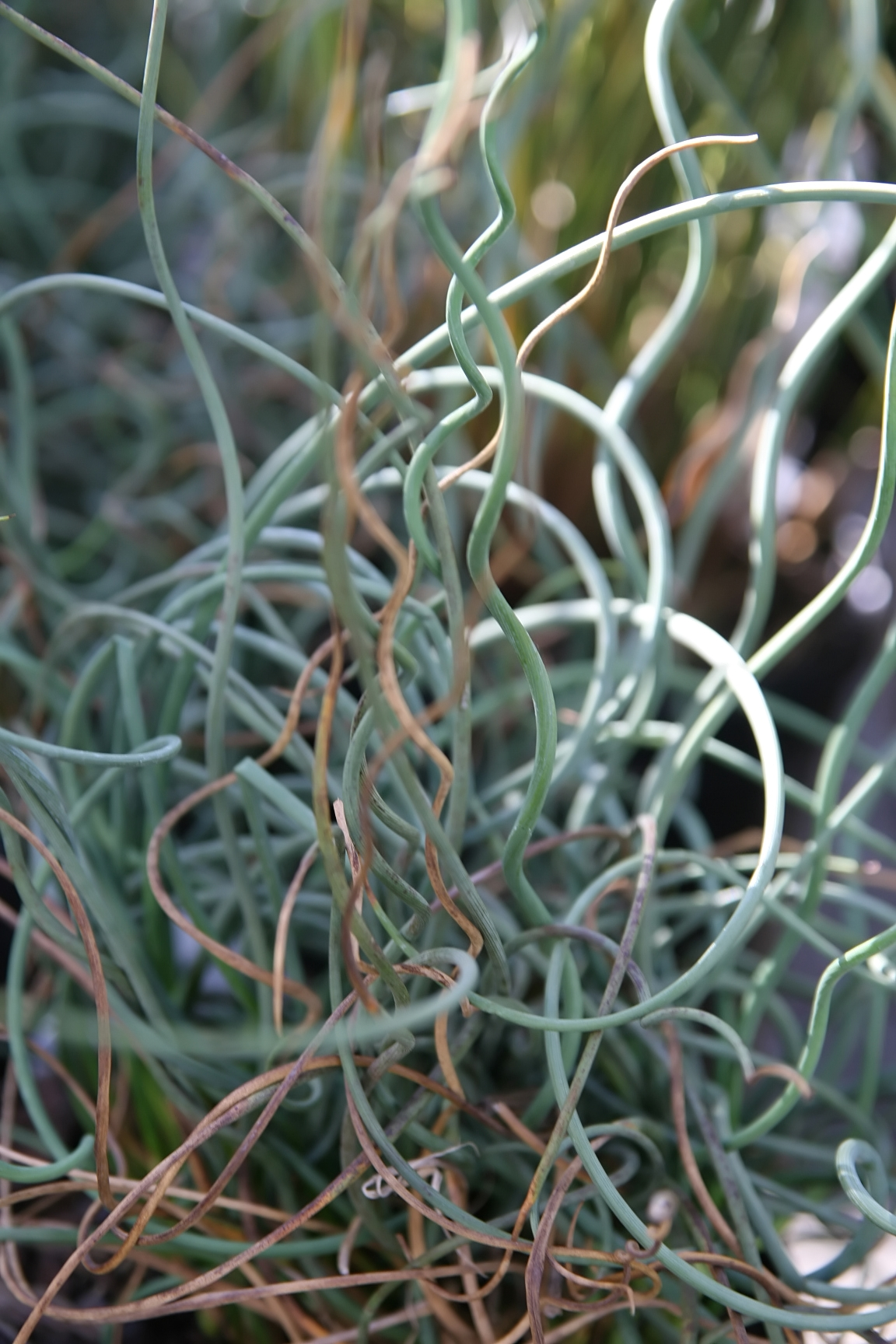
"Afro" változata
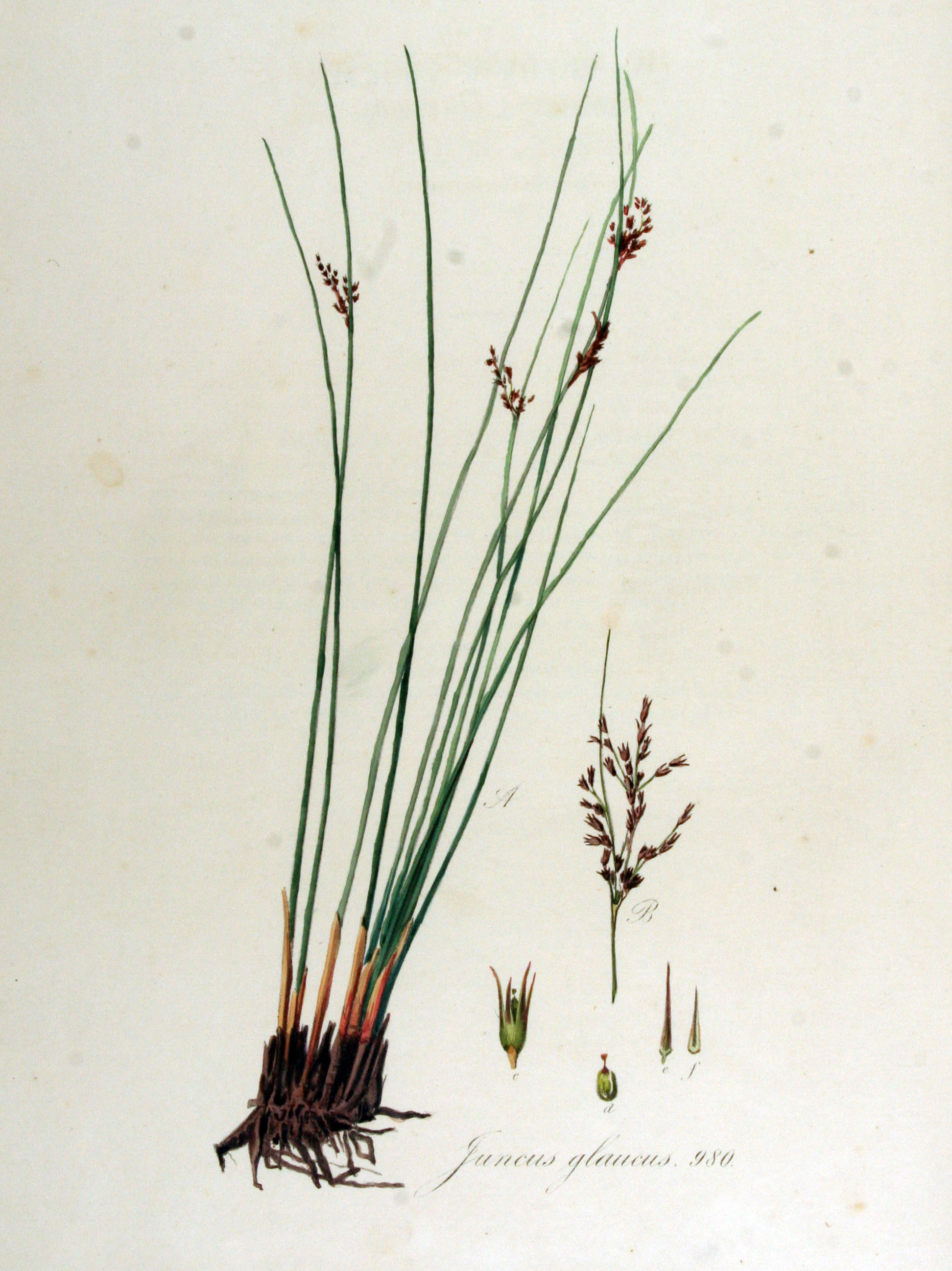
Ábrázolása egy holland botanikakönyvben (1868)